# Rattus argentiventer kalimantanensis
Rattus argentiventer kalimantanensis is een ondersoort van de rat Rattus argentiventer die voorkomt op Borneo.
Vrouwtjes van deze ondersoort zijn meestal iets groter dan R. a. argentiventer en R. a. pesticulus en iets kleiner dan R. a. saturnus. Mannetjes zijn kleiner dan alle andere ondersoorten. De rugvacht is lichtbruin van voren tot donkergrijs van achteren, de buik lichtgrijs, de borst geelgrijs, de voorvoeten grijs- tot geelbruin, de achtervoeten grijsgeel tot lichtblond.